# Ваттасиди
Ваттасиди (араб. الوطاسيون) — берберська династія султанів Марокко. Виникла 1472 року після занепаду держави Маринідів. Вела невдалі війни проти Португалії і Кастилії. Цим скористалися Саадити, що 1554 року повалили Ваттасидів.

## Історія
Назва походить від берберського племені бану-ваттус, що з XIII ст. контролювало значну частину регіону Ер-Риф. Їх резиденцією була фортеця Тазута. Представники роду з кінця XIII, а особливо XIV ст. обіймали високі посади в державному апараті держави Маринідів.
Піднесення впливу і влади Ваттасиди завдячують Ях'ї аль-Ваттасі, валі (наміснику) Сале. 1420 року він скористався складною ситуацією, викликаною вбивством султана Усмана III, надавши підтримку його спадкоємцю Абд аль-Хакку II, внаслідок чого став візиром й фактичним правителем держави. Особливо посилився вплив Ваттасидів з 1437 року, коли вдалося об'єднати емірів і валі для захисту танжеру від португальців.
З 1448 до 1459 року послідовно обіймали посаду візира Алі ібн Юсуф, небіж Ях'ї та Ях'я, син Ях'ї. Втім у 1458 року останнього було вбито за наказом Абд аль-Хакка II. У 1465 році вбивство самого султано поклало край існуванню Маринідів та початок боротьби за владу в Марокко. Зрештою перемогу здобув представник Ваттасидів — Мухаммад аш-Шейх, що поклав початок династії Ваттасидів — султанів Марокко.
Втім з самого початку Ваттасидам довелося протистояти португальським зазіханням, що суттєво поновили захоплення прибережних міст Магрибу. Наступний султан — Мухаммед аль-Буртукалі, незважаючи на усі зусилля не зміг відвоювати втрачені міста. Це призвело до ослаблення авторитету центральної влади.
Напочатку 1520-х років рід Саадитів почав повстання на півдні султанату. З цього часу Ваттасидам довелося протистояти Португалії і Кастилії на півночі, Саадитам — на півдні. Зрештою 1554 року Саадити повалили династію Ваттасидів, захопивши владу в Марокко.

## Султани
- Мухаммад аш-Шейх аль-Махді (1472—1504)
- Мухаммед аль-Буртукалі (1502—1526)
- Алі Абу Хассун (1526), вперше
- Абу'л-Аббас Ахмад (1526—1545), вперше
- Мухаммад аль-Касрі (1545—1547)
- Абу'л-Аббас Ахмад (1547—1549), вдруге
- Алі Абу Хассун (1554), вдруге